# 堀田正峯
堀田 正峯（ほった まさみね）は、近江堅田藩の第2代藩主。堀田家正高流分家2代。初代藩主・堀田正高の七男。母は福本氏。
享保7年（1722年）5月9日、父の隠居により跡を継ぐ。しかし享保11年（1726年）4月14日、父に先立って23歳で死去し、跡を弟の正永が継いだ。

## 系譜
父母
- 堀田正高（父）
- 福本氏（母） - 側室

養子
- 堀田正永 − 正高の九男